# Foulehaio
Genre
Foulehaio est un genre d'oiseaux de la famille des Meliphagidae. Les oiseaux de ces espèces sont présentes dans les îles polynésiennes.

## Taxinomie
À la suite de l'étude phylogénique d'Andersen et al. (2014), le Congrès ornithologique international, dans sa classification de référence (version 5.2, 2015), divise l'espèce Foulehaio carunculatus, jusque-là constituée de trois sous-espèces, en trois espèces distinctes : Foulehaio carunculatus, Foulehaio procerior et Foulehaio taviunensis.
Quand ces espèces étaient réunies dans le même taxon, celui-ci avait pour nom normalisé CINFO Méliphage foulehaio.

### Liste des espèces
D'après la classification de référence (version 5.2, 2015) du Congrès ornithologique international (ordre phylogénique) :
- Foulehaio carunculatus – (?)
- Foulehaio taviunensis – (?)
- Foulehaio procerior – (?)